# Heilige Bücher des Islam
Die Heiligen Bücher des Islam sind bestimmte religiöse Schriften, die von Muslimen als von gültiger, göttlicher Bedeutung angesehen werden, da sie von Gott ("Allah") durch eine Vielzahl von Propheten und Gesandten geoffenbart wurden, einschließlich jener, die älter als der Koran sind.
Muslime halten den Koran, wie er Mohammed offenbart wurde, für Gottes letzte Offenbarung an die Menschheit und daher für eine Vervollständigung und Bestätigung früherer Schriften wie der Bibel. Trotz des Vorrangs, den Muslime in diesem Zusammenhang dem Koran einräumen, ist der Glaube an die Gültigkeit früherer abrahamitischer Schriften einer der sechs islamischen Glaubensartikel. Für die meisten Muslime ist die Ebene dieses Glaubens jedoch durch das Konzept von Tahrīf eingeschränkt.
Unter den religiösen Texten, die als gültige vorislamische Offenbarungen angesehen werden, sind die drei, die im Koran namentlich erwähnt werden, der Tawrat, der von Propheten und Gesandten unter den Israeliten empfangen wurde; die Psalmen, empfangen von David; und das Evangelium (sic: Singular!), empfangen von Jesus. Zusätzlich erwähnt der Koran auch Gottes Offenbarung der Schriftrollen Abrahams und der Schriftrollen Moses.

## Wichtige Bücher

### Koran
Der Koran ist der zentrale religiöse Text des Islam, den Muslime für eine Offenbarung Gottes halten (arabisch: الله, Allah). Der Koran ist in Kapitel (Suren) unterteilt, die ihrerseits dann in Verse (Ayah) subdividiert sind. Muslime glauben, dass der Koran Muhammad von Allah mündlich durch den Engel Gabriel (Jibril) offenbart wurde, und zwar allmählich über einen Zeitraum von ungefähr 23 Jahren, beginnend Ende 609, als Muhammad 39 Jahre alt war, und endend im Jahr 632, dem Jahr seines Todes. Muslime betrachten den Koran als das wichtigste Wunder Mohammeds, einen Beweis seines Prophetentums und den Höhepunkt einer Reihe "göttlicher" Botschaften, die mit den Botschaften begannen, die Adam offenbart wurden, und mit Mohammed endeten. Er gilt weithin als das beste Werk der klassischen, arabischen Literatur.

### Tawrat (Tora)
Das "Tawrah" (auch Tawrah oder Taurat; arabisch: توراة) ist der arabische Name für die Tora in ihrem Kontext als islamisches heiliges Buch, von dem Muslime glauben, dass es von Gott den Propheten und Gesandten unter den Kindern Israels gegeben wurde. Wenn sie sich auf Überlieferungen aus dem Tawrat beziehen, haben Muslime ihn nicht nur mit dem Pentateuch identifiziert, sondern auch mit den anderen Büchern der hebräischen Bibel sowie mit talmudischen und Midraschim-Schriften.

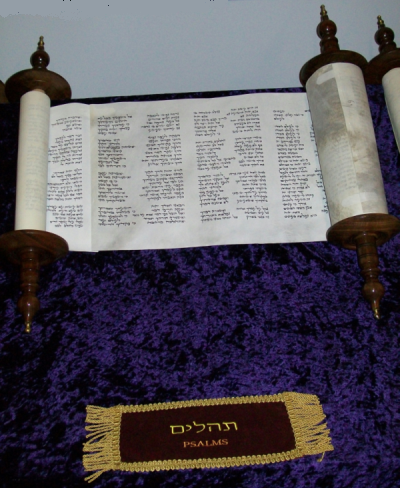
Rolle der Psalmen

### Zabur (Psalmen)
Der Koran erwähnt den Zabur, interpretiert als das Buch der Psalmen, als die heilige Schrift, die König David (Dawud) offenbart wurde. Gelehrte haben die Psalmen oft als heilige Lobgesänge verstanden und nicht als Buch, das Gesetze verwaltet. Die aktuellen Psalmen werden immer noch von vielen muslimischen Gelehrten gepriesen. Koran 21:105 und Psalm 37:29 sind direkte Gegenstücke.

### Injil (Evangelium)
Das Injil war laut Koran das heilige Buch, das Jesus (Isa) offenbart wurde. Obwohl einige Laien-Muslime glauben, dass sich das Injil auf das gesamte Neue Testament bezieht, glauben die meisten Gelehrten und Muslime, dass es sich nicht auf das Neue Testament bezieht, sondern auf ein ursprüngliches Evangelium, das Jesus als das Wort Allahs gegeben wurde. Daher war das Evangelium nach muslimischem Glauben die Botschaft, die Jesus, göttlich inspiriert, den Kindern Israels predigte. Die aktuellen kanonischen Evangelien sind nach Ansicht muslimischer Gelehrter keine göttliche Offenbarung, sondern Dokumente des Lebens Jesu, wie sie von verschiedenen Zeitgenossen, Jüngern und Weggefährten geschrieben wurden. Diese Evangelien enthalten nach muslimischem Glauben Teile der Lehren Jesu, aber weder repräsentieren noch enthalten sie das ursprüngliche Evangelium von Allah.

## Zusätzliche Schriften
Der Koran erwähnt auch zwei alte Schriftrollen und möglicherweise ein weiteres Buch:

### Schriftrollen von Abraham
Es wird angenommen, dass die Schriftrollen Abrahams (arabisch: صحف إبراهيم, Ṣuḥuf ʾIbrāhīm) eine der frühesten Schriften waren, die Abraham (Ibrāhīm) gegeben wurden. Obwohl es normalerweise als "Schriftrollen" bezeichnet wird, haben viele Übersetzer das arabische suhuf als "Bücher" übersetzt. Der Vers, der die „Schriften“ erwähnt, steht in Koran 87:18-19, wo sie neben den Schriftrollen Moses als „Bücher früherer Offenbarungen“ bezeichnet werden.

### Schriftrollen von Moses
Die Schriftrollen von Moses (arabisch: صُحُفِ مُوسَىٰ, Ṣuḥuf Mūsā) sind eine alte Schrift, die zweimal im Koran erwähnt wird. Sie sind Teil der religiösen Schriften des Islam. Der jordanische Gelehrte und Philosophieprofessor Ghazi bin Muhammad erwähnt, dass die „Schriftrollen von Moses“ mit der Torah von Moses identisch sind. Andere haben angegeben, dass sie sich möglicherweise auf das Buch der Kriege des Herrn beziehen könnten, ein verlorener Text, von dem im Alten Testament oder Tanach im Buch Numeri gesprochen wird. Der Vers, der die „Schriften“ erwähnt, steht in Koran 87:18-19, wo sie neben den Schriftrollen Abrahams als „Bücher früherer Offenbarungen“ bezeichnet werden.

### Buch von Johannes dem Täufer
Der Koran erwähnt, dass Weisheit und ein Buch („Kitab“) dem Propheten Johannes dem Täufer gegeben wurden:
„O Yaḥyā, nimm die Schrift mit (aller) Kraft.“ Und Wir gaben ihm schon als Kind die Urteilskraft (Koran 19:12)